# Герб Кам'янець-Подільського району
Герб Кам'яне́ць-Поді́льського райо́ну — офіційний символ Кам'янець-Подільського району Хмельницької області затверджений 17 серпня 2000 року.
Автор — А. Б. Гречило.

## Опис
Герб має форму прямокутника з півколом в основі. Співвідношення ширини до висоти становить 7,5:9. Щит обрамлено бортиком. Співвідношення ширини бортика до ширини щита становить 0,15:7,5. 
У горішній частині щита — золота глава (в співвідношенні до висоти герба 2:9), на якій зображено три сині волошки в один ряд. 
На головній частині щита у синьому полі святий Юрій у золотому обладунку, срібній сорочці, синіх штанях, червоному плащі у чоботях, із синім щитом у руці на якому золоте 16-променеве сонце з усміхненим обличчям та золотим німбом навколо голови, сидячи на срібному коні із золотою гривою, хвостом та копитами, пробиває золотим списом срібного змія з червоними очима. 
Золота глава на гербі означає багату родючу землю району, а три сині волошки характеризують щедру природу і символічно вказують на річки, що тут протікають. Святий Юрій відображає історичну роль Кам’янеччини як форпосту на шляху ворожих нападів на українські землі. Для відміни від інших подібних гербів, святий Юрій тримає в руці щит із знаком Поділля. 
Великий герб: щит із гербом району вписаний у вінок зі золотих колосків, зеленого листя дуба та зеленої гілочки ялини, перевитих синьою стрічкою за золотим написом «Кам'янець-Подільський район», вгорі щит увінчаний стилізованим фрагментом срібної стіни Старої фортеці з трьома вежами і золотими дахами. У великому гербі колосся підкреслює сільськогосподарську спеціалізацію району, листя дуба та гілка ялини вказують на мішану місцеву рослинність, а стилізований фрагмент Старої фортеці символізує цю відому пам'ятку історії та архітектури. Вінок виконано у геральдичній стилізації. 